# Diskrimination
Der Begriff Diskrimination (von lateinisch discriminare „trennen“, „absondern“, „unterscheiden“) beschreibt die Unterscheidung, den Unterschied oder das Unterscheidungszeichen. Die Diskriminationsfähigkeit ist dementsprechend die Fähigkeit zur Unterscheidung.

## Abgrenzung zur Diskriminierung
Das Wort Diskriminierung, welches das Wort Diskrimination heute weitgehend verdrängt hat, besitzt die gleiche Wortherkunft, hat aber mit Ausnahme in der Zusammensetzung positive Diskriminierung heute, im Gegensatz zu früher, meist negative Bedeutung. Will man das Wort in neutraler Bedeutung gebrauchen, greift man daher häufig auf das Wort Differenzierung und manchmal auf das Wort Diskrimination zurück. Die englische Entsprechung discrimination bedeutet sowohl Diskriminierung als auch Diskrimination.

## Abgeleitete Wörter
Das Wort diskriminieren wird sowohl als Verb zum Wort Diskrimination als auch als Verb zum Wort Diskriminierung gebraucht. Das Verb diskriminieren wurde seit dem 16. Jahrhundert in Deutschland zunächst ohne Wertung gebraucht. Die seit dem späteren 19. Jahrhundert kontinuierlich belegte Entlehnung wird heute im Allgemeinen mit negativer Bedeutung verwendet.
Das Adjektiv zum Wort Diskrimination ist diskriminabel und bedeutet so viel wie unterscheidbar.

## Verwendung in der Physiologie und Pädagogik
In der Physiologie versteht man unter Diskriminationsfähigkeit die Fähigkeit, Reize in Bezug auf zeitlichen und örtlichen Abstand zu unterscheiden. Die Diskriminationsfähigkeit auf der Fingerbeere ist z. B. erheblich größer als beispielsweise auf der Haut des Rückens. Unter lautlicher Diskrimination versteht man die Unterscheidung einzelner Laute.
Insbesondere die lautliche Diskrimination bzw. die auditive Diskrimination oder die Diskrimination der Phoneme spielt auch in der Pädagogik eine Rolle, nämlich beim Erlernen des Lesens und Schreibens.
Mitunter betrachtet man in der Psychologie auch die Diskriminationsfähigkeit für komplexere Phänomene. So kann es für jemanden wichtig sein, der von einem Hund gebissen worden ist, der beruflich aber viel mit Hunden zu tun hat, die Fähigkeit zur Diskrimination verschiedener Hunde zu entwickeln, um seinen Beruf weiter ausüben zu können. Man spricht in diesem Zusammenhang auch vom Diskriminationslernen.

## Verwendung in der Ethik
Ernst Tugendhat unterscheidet eine primäre von einer sekundären Diskrimination:

„Unter primärer Diskrimination verstehe ich die Vorstellung, daß gewisse Klassen von Menschen mehr oder weniger Wert haben als andere und daß daher bei einer Verteilung den einen Priorität gegenüber den anderen zusteht. Hingegen steht «sekundäre Diskrimination» für Regeln wie z. B. «Wer sich stärker beteiligt hat, muß entsprechend mehr vom Ergebnis erhalten» oder «Wer bedürftiger ist, erhält mehr», und das sind Regeln, durch die eine vorausgehende Ungleichheit kompensiert und so die Berücksichtigung als gleicher wiederhergestellt werden soll.“

## Verwendung in den Wirtschaftswissenschaften
Der Terminus Diskrimination findet sich auch in den Wirtschaftswissenschaften. Unter bestimmten Voraussetzungen kann ein Verkäufer von verschiedenen Personengruppen unterschiedliche Preise verlangen. Man spricht dann von Diskriminationspreisen. Diese Diskrimination ist möglich, weil Käufer aufgrund ihrer finanziellen Situation oder persönlicher Präferenzen zur Zahlung unterschiedlicher Preise in der Lage oder bereit sind.